# Clemens Ramkisoen Biswamitre
Clemens Ramkisoen Biswamitre (district Nickerie, 25 december 1897 – 1980) was een Surinaams jurist en politicus.
Zijn ouders behoorden tot de brahmaanse kaste en op 10-jarige leeftijd werd hij katholiek gedoopt. In 1922 behaalde hij zijn hoofdakte en na een studie in Nederland behaalde hij zijn praktizijnsexamen waarmee hij de eerste Hindoestaanse praktizijn (advocaat) werd.
Hij was in 1930 de eerste Hindoestaan die toetrad tot de Koloniale Staten. Hij bleef lid tot 1942, terwijl de naam in met staatsregeling in 1936 was gewijzigd in de Staten van Suriname.
Als tegenhanger van de meer creoolse Unie Suriname werd in mei 1946 de Hindostaans-Javaanse Centrale Raad opgericht waarvan Biswamitre een prominent lid werd. Bij de verkiezingen van 1955 kwam Biswamitre, die gelieerd was aan de katholieke Progressieve Surinaamse Volkspartij (PSV) voor het Eenheidsfront (bestaande uit SDP, PSV en de Partij Suriname) opnieuw in het parlement.
In de jaren 60 schreef hij regelmatig voor de krant De West.
Van 1967 tot 1969 zat hij namens de SDP in de Staten van Suriname waarvan de laatste maanden als voorzitter.

## Biografie
- Marshall, Edwin Kenneth: Ontstaan en ontwikkeling van het Surinaams nationalisme. Natievorming als opgave, Delft 2003, pag. 55-57.
- Mitrasing, Frits E.M.: De Surinaamse jurist en drie biografieën: J.H. Abendanon, J.A.E. Buiskool, C.R. Biswamitre (1977)